# Kochere
Kochere (également orthographié Kochire,) est un woreda du sud de l'Éthiopie situé dans la zone Gedeo. Ce district a 130 486 habitants en 2007 et fait partie de la région des nations, nationalités et peuples du Sud jusqu'au transfert de la zone dans la région Éthiopie du Sud en août 2023.
Partie sud-ouest de la zone Gedeo, Kochere est limitrophe de la zone Ouest Guji de la région Oromia.
|        | Yirgachefe |       |
| Gelana | Kochere    | Gedeb |
|        |            |       |

Kochere qui s'étendait initialement à tout le sud de la zone Gedeo perd du territoire dès 2007 avec le détachement de Gedeb.
Son périmètre évolue à nouveau récemment avec la création d'un autre woreda au nord de Gedeb[réf. souhaitée] tandis que la ville de Chelelektu se détache à l'ouest.
Au recensement national de 2007, le district compte 130 486 habitants dont 8 % de citadins qui sont les 6 912 habitants de Chelelektu et 3 694 habitants à Fiseha Genet, ces deux villes étant encore à l'époque dans le périmètre du district.
Environ 78 % des habitants sont protestants, 8 % sont orthodoxes, 3 % sont de religions traditionnelles africaines, 2 % sont musulmans et 1 % sont catholiques.
En 2022, la population est estimée sur le même périmètre à 184 439 personnes avec une densité de population de 857 personnes par km2 et 215 km2 de superficie.
Les limites ayant évolué entre-temps, le district n'a plus que 154 km2 de superficie en 2021.